# 女人30又怎樣
《女人30又怎樣》，是2011年於泰國上映的一部浪漫喜劇電影。男女主角分別由普朋（Phupoom Phongpanu）與帕德容琶（Patchrapa Chaichua）所飾演。

## 故事介紹
小嘉是一位年近30歲的新女性，身材容貌姣好光采動人，愛情事業兩得意，還有一個相戀7年的完美男友，正準備迎接幸福美滿的30歲生日時，男友卻向小嘉提出了彼此冷靜暫時分開的要求。小嘉內心絕望的呐喊著：「為什麼我都30歲了才提分手，我要和誰重新開始！」，但有些事情的結束，會帶來新的開端……
淪落為敗犬的她，自我激勵的說：「女人30又怎樣？女人30正美麗！」就在好友們為小嘉舉辦慶生會時，出現了一位有著迷人笑容的年輕帥哥阿波，雖然比小嘉年輕了7歲！但對小嘉一見鍾情！一開始對於姊弟戀相當排斥抗拒的小嘉，卻在不知不覺間被阿波的誠懇積極所感動，在阿波努力不懈下兩人越走越近。捉弄人的是，溫暖睿智、有身份地位的前男友諾波突然出現了，並請求重歸於好，就在他丟下小嘉離開整整一年後的這一天……

## 首映與發行

### 海外
中國大陸

台灣

2012年8月31日，僅於台北真善美戲院首映。原本只放映一周，因反應熱烈故再延長一周放映時間。

## 外部連結
- 開眼電影網上《女人30又怎樣》的資料（繁體中文）
- 豆瓣电影上《30正美丽》的資料 （简体中文）
- 时光网上《30正美丽》的資料（简体中文）
- 爛番茄上《女人30又怎樣》的資料（英文）
- 互联网电影数据库（IMDb）上《女人30又怎樣》的资料（英文）